# Cykelruller
Cykelruller er et træningsredskab, der minder meget om en slags cykeltræner, som gør det muligt at cykle indendørs uden at bevæge sig fremad. I modsætning til cykeltrænere, så er rullerne ikke fæstnet til cykelstellet, og rytteren skal selv holde balancen på rullerne, mens der cykles.
Cykelruller består normalt af tre cylindriske ruller, to til baghjulet og én til forhjulet, som der så cykles på. En rem forbinder den midterste rulle til den forreste, der får forhjulet på cyklen til at rulle, når der trædes til på cyklens pedaler. Afstanden mellem rullerne kan normalt justeres til at matche cyklens akselafstand. Generelt set er den forreste rulle justeret til at være lidt på forkant af navet i forhjulet.